# マルカイコーポレーション
マルカイコーポレーション株式会社（Marukai Corporation）は、大阪府大阪市西区京町堀に本社を置く、食品・酒類・雑貨類の輸入販売をおこなう企業である。1938年（昭和13年）に菊屋商店として創業。

## 会社概要
海外から食品、酒類の輸入を中心に、その他雑貨品などを多数に取り扱う。特に国内では米・ZIPPO社のオイルライターの日本総代理店として、その名を知られている。この他、同社が本社を置く、大阪市西区内に子会社として酒類専門店「創酒タカムラ」にて同社が扱う食品・酒類を販売している。かつてはハワイとロサンゼルスの現地法人を通じて、日系アメリカ人、現地在留邦人に向けて会員制スーパーマーケットを経営したりもしていたが、このスーパーマーケットは、2013年にドン・キホーテにより買収された。
近年は健康志向の高まりから、同社会長の松順造の名を冠したオーガニック食品シリーズ「順造選」などがオンライン販売されており、また同社が取り扱う、伊・ルスティケーラ社からの輸入パスタ、オリーブオイルなども紀ノ国屋、成城石井などの輸入食品の取り扱いの多いスーパーマーケットで販売されている。
元々は大阪で食品商社として創業したこともあり、現在も食品輸入専業商社としてのイメージが強い。特に国内では取り扱い率が少ない（或いは取り扱われていない）食品や酒類などの並行輸入品に貼られたラベルなどで、同社の名を知るというケースも多い。

## ラジオCM
大阪のFM局、FM COCOLOで、月曜日から金曜日の午後3時のタイムシグナルを放送している。同社が取り扱う「順造選クランベリージュース」のラジオCMが放送されている。